# Morristown (Tennessee)
Morristown ist eine City in und der Verwaltungssitz von Hamblen County in Tennessee, Vereinigte Staaten. Morristown erstreckt sich am westlichen und südlichen Ende auch auf Jefferson County. Das U.S. Census Bureau hat bei der Volkszählung 2020 eine Einwohnerzahl von 30.432 ermittelt. Da die Stadt ein regionales Wirtschaftszentrum ist, übersteigt die Bevölkerung an Arbeitstagen die Marke von 100.000.

## Geografie
Morristown liegt in der oberen Region von East Tennessee im Tennessee Valley zwischen den Great Smoky Mountains im Süden und dem Clinch Mountain im Norden. Es gilt als Teil einer Region, die als Lakeway Area bekannt ist und aus einem Landgebiet rund um die Seen Cherokee und Douglas besteht. Es liegt fast in der Mitte zwischen Knoxville und der Region Tri-Cities.

## Geschichte
Der erste europäische Siedler war Gideon Morris, ein Farmer, der aus der Watauga-Siedlung kam, einer Siedlung, die von den dort lebenden Cherokee-Stämmen an Siedler verpachtet wurde. Morris stellte zusammen mit seinen Geschwistern eine Petition, um die Watauga-Siedlung in den Staat North Carolina einzugliedern. Nach dem Erfolg der Petition wurde die Siedlung Morristown genannt, und 1787 wurden Morris und seinen Brüdern Daniel und Absalom von Beamten des Staates North Carolina Land in den Counties Hamblen und Jefferson zugewiesen. Die Verleihung des Stadtrechts erfolgte 1805. Morristown wurde kurz nach der Gründung von Hamblen County im Jahr 1870 als County Seat gewählt. Morristown erlebte in den Anfängen der Industriellen Revolution um das frühe bis späte 19. Jahrhundert einen stetigen Wandel hin zu einer industriell geprägten Wirtschaft.
Ab 1959, nachdem der damalige Präsidentschaftskandidat John F. Kennedy die Armut in den Appalachen thematisiert hatte, begannen die Verantwortlichen in Morristown gemeinsam mit den Vertretern der Wirtschaftsförderung von Tennessee, die Stadt als wichtigen Industriestandort zu etablieren. Das Programm begann mit dem Bau und der Fertigstellung des Industrieparks East Tennessee Valley Industrial District (ETVID) im Osten von Morristown in der Nähe von Russellville.

## Demografie
Nach einer Schätzung von 2019 leben in Morristown 30.193 Menschen. Die Bevölkerung teilte sich im selben Jahr auf in 80,0 % Weiße, 8,8 % Afroamerikaner, 0,3 % amerikanische Ureinwohner, 1,0 % Asiaten, 0,6 % Ozeanier und 4,1 % mit zwei oder mehr Ethnizitäten. Hispanics oder Latinos aller Ethnien machten 19,6 % der Bevölkerung aus. Das mittlere Haushaltseinkommen lag bei 32.193 US-Dollar und die Armutsquote bei 26,6 %.

## Wirtschaft
Durch seine zentrale Lage in der Region East Tennessee dient Morristown als Knotenpunkt für ein Arbeitsmarktgebiet, das den Großteil seiner Arbeitskräfte aus einem umliegenden Gebiet mit sieben Counties und 337.000 Einwohnern bezieht. Morristown gilt als eines der größten Fertigungs- und Industriezentren im Bundesstaat Tennessee. Im östlichen, westlichen und südlichen Teil der Stadt befinden sich mehrere Industrieparks, und über 100 Hersteller haben sich in Morristown angesiedelt, von der Lebensmittelverarbeitung über Luft- und Raumfahrttechnik, Maschinen- und Teilefertigung bis hin zur Kunststofftechnik und vielen anderen Branchen. Auch der Immobilienmarkt floriert.

## Infrastruktur
Mit dem Morristown Regional Airport verfügt die Stadt über einen kleinen Regionalflughafen. Daneben befindet Morristown an der Interstate 81.

## Bildung
Mehrere Colleges befinden sich in Morristown. Auch ein Ableger der privaten presbyterianischen King University aus Bristol befindet sich hier.

## Persönlichkeiten
- James Henry Mays (1868–1926), Jurist, Unternehmer und Politiker
- Arnold W. Bunch (* 1962), General der United States Air Force

## Bilder

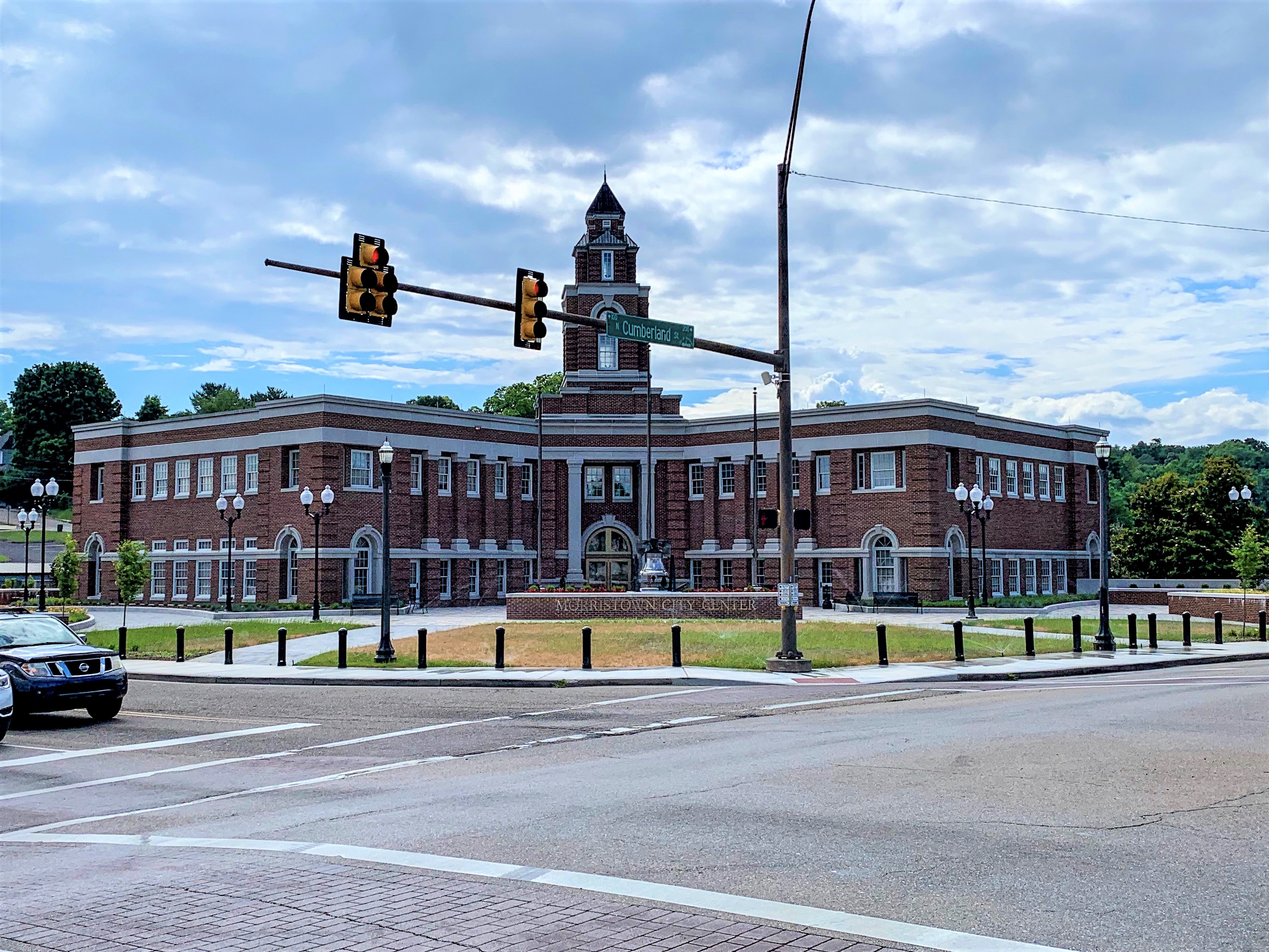
Stadtzentrum
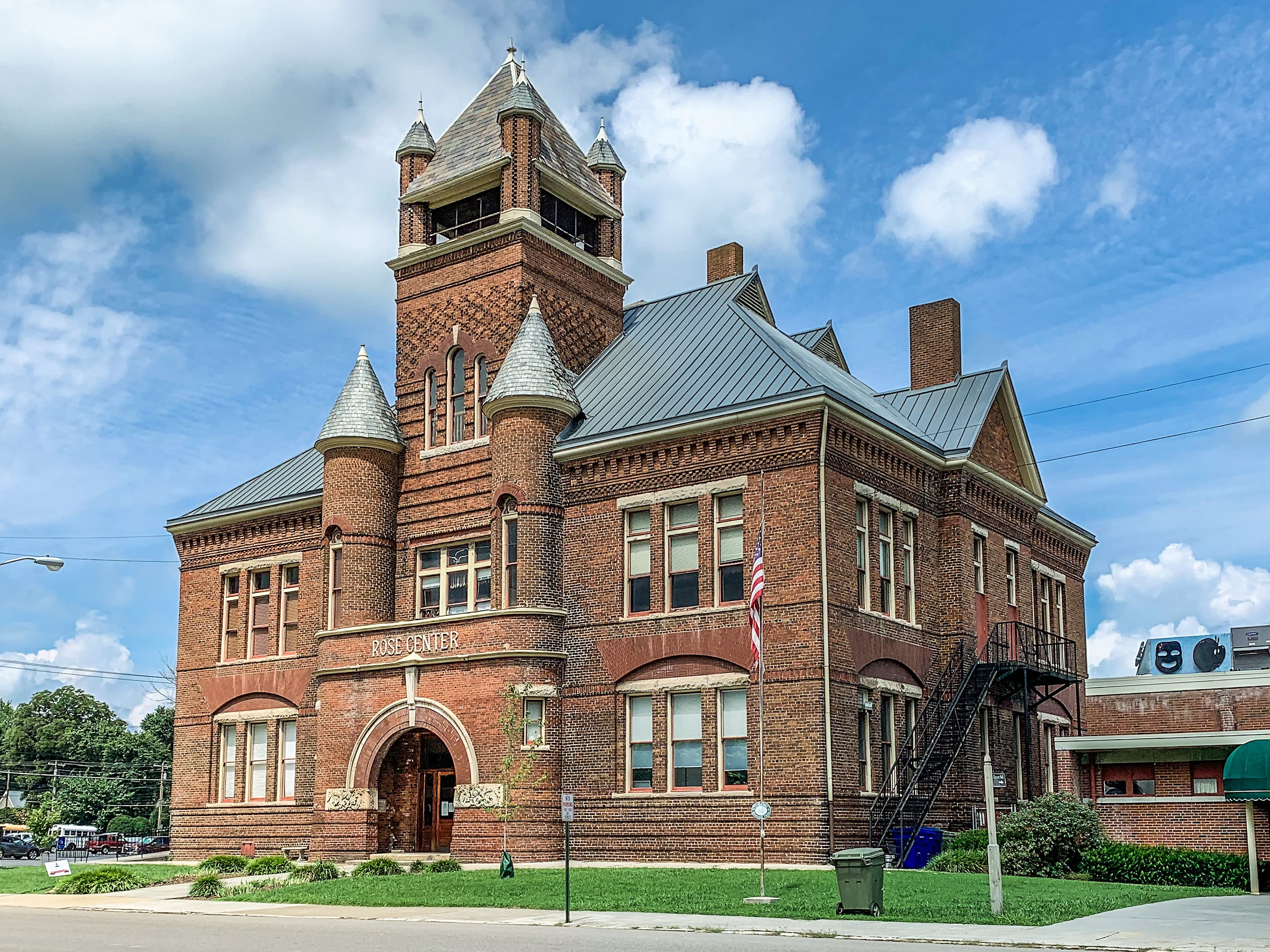
Rose Center
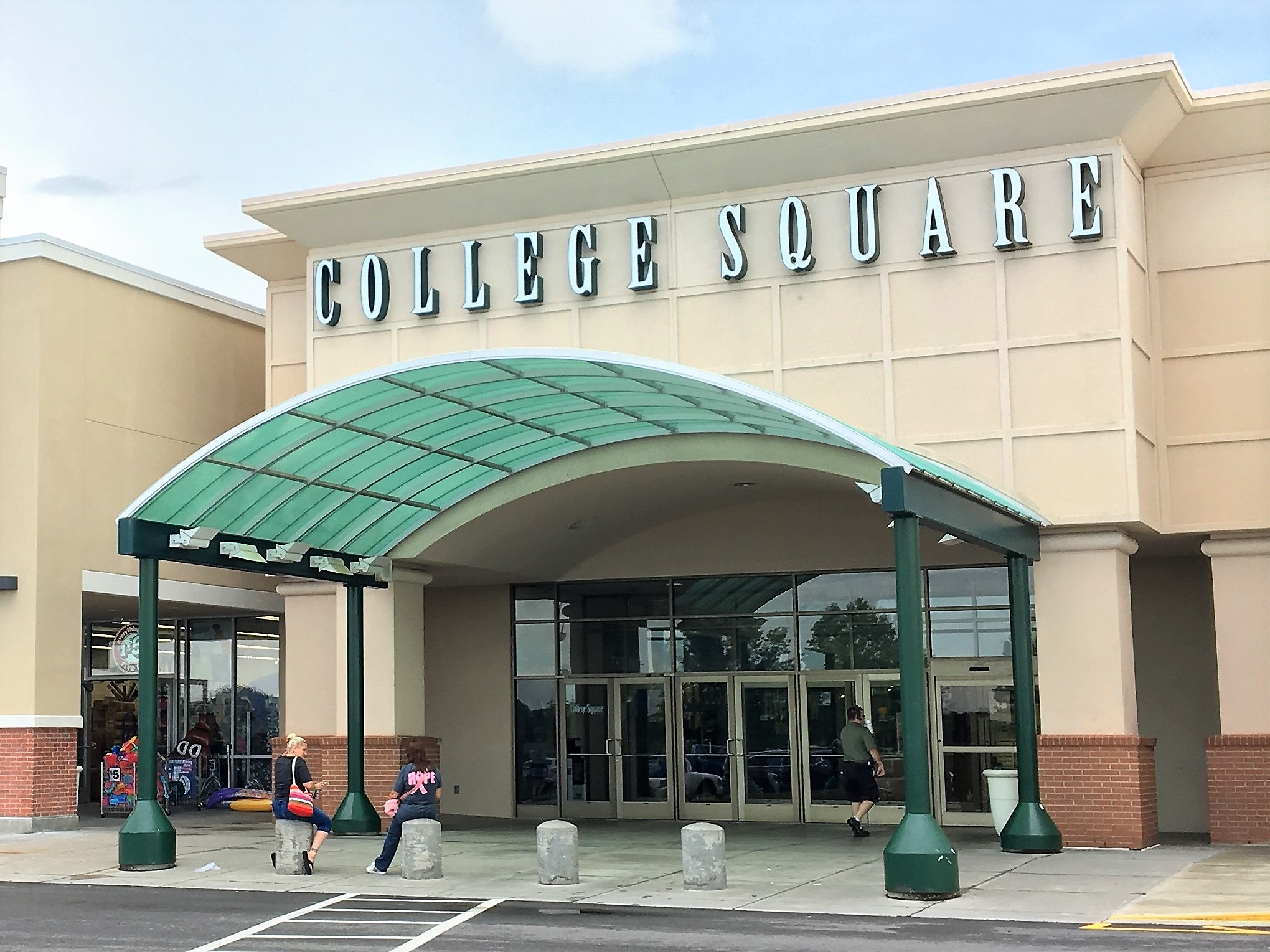
College Square Mall
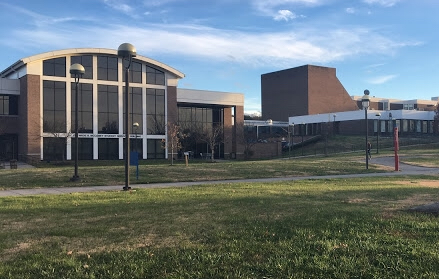
Walters State Community College